# Blaverismus

Flagge der Region Valencia mit blauem Streifen

Blaverismus ist eine Ideologie der valencianischen Gemeinschaft, die während der Transition in Spanien entstand. Das wichtigste Merkmal des Blaverismus ist der Widerstand gegen Joan Fusters Buch Nosaltres, els valencians (deutsch Wir, die Valencianer) aus dem Jahr 1962. Dieses Buch lieferte einen wichtigen Anstoß für die Idee der Països Catalans (deutsch katalanische Länder), zu denen Valencia gehört. Die Blaveristen halten Fusters Ideen für eine imperialistische katalanisch-nationalistische Bewegung, die versucht, Valencia unter katalanische Herrschaft zu stellen.
Die Bezeichnung Blaverismus ist von der blauen Farbe der Flagge der Region von Valencia abgeleitet.
Der Sinn des Wortes „Blaverismus“ ist aufgrund der Gewaltbereitschaft und der rechtsextremen Ansichten der Blaveristen normalerweise negativ belastet. Zu Beginn waren die Anhänger dieser Bewegung sehr verschieden, es war eine populistische Bewegung mit einer Mischung aus Regionalismus und dem „Fuero“, der traditionellen valencianischen Rechtsordnung. Die großflächigste Unterstützung des Blaverismus gab es in der Stadt Valencia und ihrer Umgebung.

## Entwicklung des Blaverismus

### Reaktion gegen Fuster
Der Blaverismus wird normalerweise als eine Reaktion gegen die Ideen von Joan Fuster in dessen 1962 erschienenem Essay Nosaltres, els valencians betrachtet. Fusters Anschauung lautet im Großen und Ganzen, dass die Valencianer und die Katalanen dieselbe Nationalität haben. Mit diesen Worten kann diese Idee zusammengefasst werden:

„No és que la bandera valenciana siga igual que la catalana. És la mateixa. Igual que amb la llengua i tantes altres coses.“

„Es ist nicht so, dass die valencianische Flagge und die katalanische sich gleichen. Es sind dieselben. Genauso ist es mit der Sprache und mit so vielen anderen Dingen.“

Blaverismus bestreitet nicht nur die Thesen einer gemeinsamen Nationalität (Fahne, Sprache, Kultur usw.), sondern fördert auch Symbole einer unterschiedlichen valencianischen Nationalität. In diesem Sinne könnte das als Nationalismus bezeichnet werden, obwohl viele Anhänger in Wirklichkeit Spät-Franquisten waren. 
Am 11. September explodierten zwei Bomben in Fusters Haus. Sie erzeugten große Schäden in seiner Bibliothek und seinem Archiv. Fuster überlebte den Anschlag schwer verletzt. Niemand wurde verhaftet, doch man glaubt, dass es eine Art gewalttätige Antwort der Blaveristen auf Fusters kulturelle und politische Ideen war.

## Blaveristische Merkmale
Das wichtigste Merkmal des Blaverismus ist der Widerstand gegen den Katalanismus.

### Name der Autonomen Gemeinschaft
Zu Beginn der demokratischen Transition waren fast alle politischen Parteien (auch die rechten) mit der Benennung País Valencià (valencianisches Land) einverstanden. 
Die blaveristische Anschauung aber berücksichtigte, dass die Benennung País Valencià bedeutete, dass die valencianische Region ein Teil der Països Catalans war, was den Blaveristen missfiel. Nach den Zwistigkeiten von 1979 und 1980 bevorzugten die Blaveristen nach und nach die Benennung Regne de València (Königtum von Valencia).